# Экзамен (роман)
«Экзамен» (исп. El examen) — роман аргентинского писателя Хулио Кортасара, написанный во второй половине 1940-х годов, но публикованный посмертно в 1986 году.

## История
Роман был написан в середине 40-х годов в Буэнос-Айресе, хотя в некоторых источниках датируется 1950 годом. Так как роман был написан во времена правления генерала Перона, опубликовать книгу было невозможно из-за жесткой цензуры, и её прочли лишь некоторые друзья писателя. В 1958 году Кортасар представил текст на международный конкурс, организованный издательством «Losada», но роман не прошел, поэтому Кортасар решил его никому не показывать. Роман был издан только в 1986 году после смерти писателя.

## Стиль романа
Стиль романа, по определению самого автора, фрагментарный, в духе Беккета, Кафки и Арльта. Автор отдает явное предпочтение диалогу как повествовательному приему перед описанием.

## Сюжет
В центре сюжета четверо друзей: Клара, Хуан, Андрес и Стелла, которые бродят по городу накануне важного, решающего для них экзамена. Все четверо, а вместе с ними некий «репортер», проходят, как по карте, чуть ли не весь город, который постепенно заволакивается странным, угрожающим туманом, и где повсюду вырастают неведомые грибы.